# Sindrome della bocca urente
La sindrome della bocca urente (BMS) è una condizione patologica per la quale si riscontra un dolore intenso, simile a quello provocato da un'ustione, a livello del cavo orale.

## Localizzazione
Le parti colpite possono essere o la lingua, le labbra, gengive, guancia, palato o l'intera bocca.

## Epidemiologia
La sindrome interessa prevalentemente le donne, e insorge tra un'età compresa tra i 50 e i 70 anni.

## Eziologia e trattamento
La patologia ha un'eziologia non chiara e le aree colpite non presentano particolari segnali che possano favorirne una diagnosi.
La sindrome solo raramente è correlata ad altre patologie dermatologiche, come la candidosi o problemi odontoiatrici, o ad altri fattori come il diabete, e viene spesso imputata ad un disordine di origine psichica come ansietà e depressione. Viene per questo motivo curata con benzodiazepine, antidepressivi triciclici e anticonvulsivanti.